# Kyselina bromovodíková
Kyselina bromovodíková je bezkyslíkatou kyselinou bromu. Její vzorec je HBr. Je to roztok plynného bromovodíku, který se připravuje za použití katalyzátorů přímou syntézou z vodíku a bromu:
H2 + Br2 → 2HBr
Lze jej také připravit reakcí fosforu s bromem a následnou hydrolýzou vzniklého bromidu fosforitého:
2 P + 3 Br2 → 2 PBr3
PBr3 + 3 H2O → H3PO3 + 3 HBr
Druhým produktem hydrolýzy je kyselina fosforitá.

## Vlastnosti
Kyselina bromovodíková je stejně jako kyselina chlorovodíková silnou kyselinou, je to jedna z nejsilnějších známých minerálních kyselin.[zdroj?] Její bod tání a bod varu jsou proměnlivé a závisí na koncentraci. Používá se k výrobě sloučenin bromu.
Její soli se nazývají bromidy. Jsou to bezkyslíkaté sloučeniny bromu a elektropozitivnějších prvků. Ve vodě jsou vesměs rozpustné, s výjimkou bromidu stříbrného AgBr, který se používá na citlivé vrstvy fotomateriálů, a bromidu olovnatého PbBr2.